# Sonja Kling

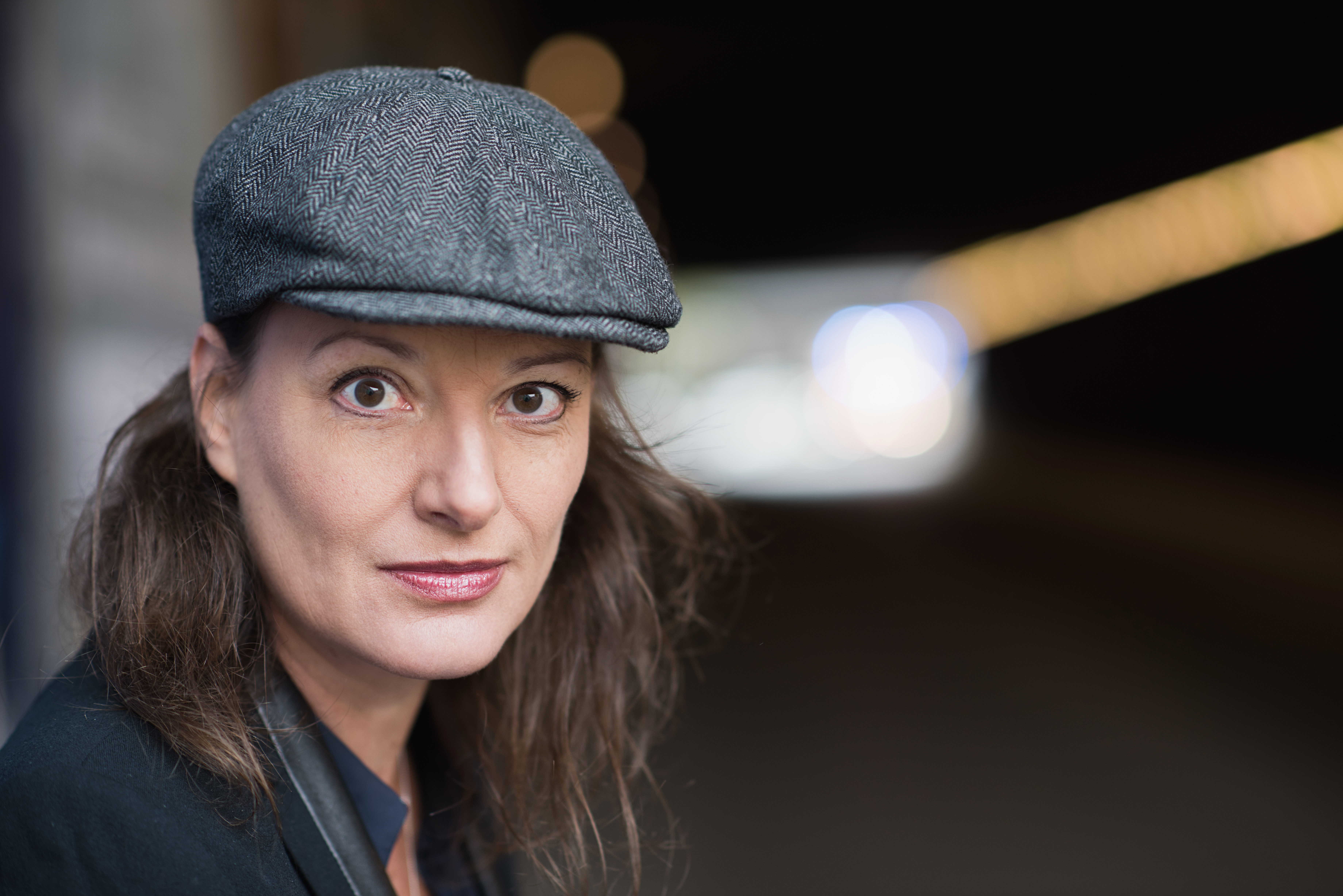
Sonja Kling (Foto: 2018)

Sonja Kling (* 1971 in Meschede) ist eine deutsche Kabarettistin, Schauspielerin und Autorin.

## Werdegang
Kling studierte nach ihrem Abitur am Städtischen Gymnasium Schmallenberg Kunstgeschichte und Archäologie an der Freien Universität Berlin sowie an der Rheinischen Friedrich-Wilhelms-Universität in Bonn.
An der ARTURO Schauspielschule in Köln ließ sie sich von 1999 bis 2002 als Schauspielerin ausbilden. Ergänzende Workshops bei Peter Shub und Leo Bassi ermöglichten Auftritte als Comedian. 2001 folgten erste Live-Auftritte, u. a. in der WDR-Sendereihe NightWash.
Von 2004 bis 2010 agierte Kling an der Seite von Ecco Meineke, Michael Morgenstern und Thomas Wenke als Ensemblemitglied bei der Münchner Lach- und Schießgesellschaft. In der Zeit wurden vier Produktionen gespielt. Beim Jubiläumsprogramm Verlängert zum 50-jährigen Bestehen war Kling erstmals als Co-Autorin tätig.
Im neuseeländischen Christchurch entwickelte und spielte Kling von 2010 bis 2011 zusammen mit ihrem Mann, dem Schauspieler und Produzenten John Hudson, die Cabaret-Show The Travelling Brain Show. Nach ihrer Rückkehr nach Deutschland war Kling als Darstellerin und Autorin an zahlreichen Kabarett-Produktionen beteiligt.
2017 wurde Kling einem größeren Publikum durch ihren Auftritt in der 31. Folge der Serie Die Anstalt über die neoliberale Mont Pèlerin Society bekannt. Seitdem war sie mehrfach zu Gast in der Sendung.
Sonja Kling lebt mit ihrem Mann in Köln.

## Programme (Auswahl)
- 2004: Jenseits von OZ (Lach- und Schießgesellschaft, Regie: Michael Ehnert)
- 2005: Abgehängt (Lach- und Schießgesellschaft, Regie: Michael Ehnert)
- 2006: Verlängert (Lach- und Schießgesellschaft, Regie: Ulf Goerke)
- 2008: Last Minute (Lach- und Schießgesellschaft, Regie: Michael Ehnert)
- 2010: The Travelling Brain Show
- 2011: Mit Hirn, Charme und Melone (Regie: Petra Lammers)
- 2012: Miststück für 3 Damen, (Regie: Thomas Köller)
- 2014: Die Ursula Verschwörung (Action Lesung, Mission Colonia)
- 2016: Das Kölsch-Diplom (Action Lesung, Mission Colonia)
- 2019: Die Kölsche Hexe (Action Lesung, Mission Colonia)
- 2023: Die Heiligen 3 Könige – Ein Roadmovie (Action Lesung, Mission Colonia)